# Марија Ф. Карађорђевић
Марија Карађорђевић (Београд, 5. новембар 2023) је српска принцеза из династије Карађорђевић и друго дете Филипа и Данице Карађорђевић.

## Биографија
Марија Карађорђевић је рођена 5. новембра 2023. године у Београду, као друго дете Филипа и Данице Карађорђевић. Име је добила по својој чукунбаби Марији Карађорђевић, румунској принцези и југословенској краљици.
У част њеног рођења, звонила су звона манастира Грачаница, манастира Жича, Цркве Светог Ђорђа на Опленцу и Храма Светог Саве на Врачару.
Са очеве стране, она је унука престолонаследника Александар Карађорђевић и његове прве супруге Марије да Глорије од Орлеана и Брагансе, као и праунука краља Петра II Карађорђевића. С мајчине стране је унука сликара Милана Цилета Маринковића.

## Титуле и признања
- 5. новембар 2023 – : Њено Краљевско Височанство принцеза Марија Карађорђевић од Србије и Југославије

### Одликовања
- Орден Светог Саве, (Велики Крст за даме), Краљевска кућа Карађорђевић.[2]

## Породица

### Родитељи
| име             | слика | датум рођења     |
| --------------- | ----- | ---------------- |
| Принц Филип     |       | 15. јануар 1982. |
| Принцеза Даница |       | 17. август 1986. |

### Сестра
| име          | слика | датум рођења      |
| ------------ | ----- | ----------------- |
| Принц Стефан |       | 25. фебруар 2018. |